# Mandalay Chanmyathazi Airport
Mandalay Chanmyathazi Airport är en flygplats i Myanmar.   Den ligger i regionen Mandalayregionen, i den centrala delen av landet, 240 km norr om huvudstaden Naypyidaw. Mandalay Chanmyathazi Airport ligger 63 meter över havet.
Terrängen runt Mandalay Chanmyathazi Airport är platt. Runt Mandalay Chanmyathazi Airport är det tätbefolkat, med 762 invånare per kvadratkilometer. Närmaste större samhälle är Mandalay, 3,7 km norr om Mandalay Chanmyathazi Airport. Omgivningarna runt Mandalay Chanmyathazi Airport är en mosaik av jordbruksmark och naturlig växtlighet.